# 鶴川中継局
鶴川中継局（つるかわちゅうけいきょく）とは東京都町田市に開局したデジタルテレビ中継局である。

## 概要
当初、多摩東部のほとんどではアナログ放送同様に多摩中継局をデジタル化して難視聴を解消する予定であった。しかし東京タワー局の出力がアナログ映像100kW相当と強力であったことから、多摩中継局をデジタル化すると却って混信障害が発生する恐れが出たためNHKを含む在京広域局のみならず最終的には東京都域局である東京メトロポリタンテレビジョン（TOKYO MX）も含めデジタル化せず多摩中継局はアナログ終了とともに廃止することになった。
しかしその後の調査で、町田市三輪地区など一部に相当数の難視聴世帯があることが確かめられた。このため、小規模の補完局として多摩市の永山中継局とともにデジタル新局として設置されたのがこの中継局である。TOKYO MXについても、多摩局廃止で急遽追加置局された。
総務省関東総合通信局から2010年1月28日に予備免許が交付され2月1日から試験放送を実施、3月26日に本免許が交付され、3月31日から本放送を開局した。東京都内のテレビ中継局としては最初のデジタル単独中継局となる。出力については当初300mWでの送信予定だったが、1Wでの送信に変更された。
2012年7月16日から全放送局で出力増力を実施し、放送エリアが横浜市青葉区及び都筑区方面に拡大される。なお、NHK・在京広域局とTOKYO MXで増力幅が異なる。

## 送信施設概要
| リモコンキーID | 放送局名         | 物理チャンネル | 空中線電力 | ERP   | 放送対象地域                                      | 放送区域内世帯数 | 開局日        | ワンセグ局名   |
| -------------- | ---------------- | -------------- | ---------- | ----- | ------------------------------------------------- | ---------------- | ------------- | -------------- |
| 1              | NHK東京総合      | 13ch           | 3W         | 8.5W  | 関東広域圏 （茨城県、栃木県及び群馬県を含まない） | 18万8579世帯     | 2010年3月31日 | NHK携帯G・東京 |
| 2              | NHK東京教育      | 15ch           | 3W         | 8.5W  | 全国                                              | 18万8579世帯     | 2010年3月31日 | NHK携帯2       |
| 4              | 日本テレビ       | 36ch           | 3W         | 7.9W  | 関東広域圏                                        | 18万8579世帯     | 2010年3月31日 | 日本テレビ     |
| 5              | テレビ朝日       | 43ch           | 3W         | 7.9W  | 関東広域圏                                        | 18万8579世帯     | 2010年3月31日 | テレビ朝日     |
| 6              | TBSテレビ        | 39ch           | 3W         | 7.9W  | 関東広域圏                                        | 18万8579世帯     | 2010年3月31日 | TBS            |
| 7              | テレビ東京       | 44ch           | 3W         | 7.9W  | 関東広域圏                                        | 18万8579世帯     | 2010年3月31日 | テレビ東京携帯 |
| 8              | フジテレビジョン | 41ch           | 3W         | 7.9W  | 関東広域圏                                        | 18万8579世帯     | 2010年3月31日 | フジテレビ     |
| 9              | TOKYO MX         | 34ch           | 2W         | 10.5W | 東京都                                            | 13万1582世帯     | 2010年3月31日 | MXワンセグ1    |

## 中継局置局住所
- 町田市三輪町836（KDDI柿生局に併架）

## 放送エリア
東京都
- 町田市、多摩市、稲城市の各一部

神奈川県
TOKYO MX を除く在京局
- 横浜市・青葉区、都筑区、川崎市・多摩区、宮前区、麻生区の各一部

TOKYO MX （在京局とは異なり、厳密には放送対象地域外だがエリア内となる）
- 横浜市・青葉区、川崎市・多摩区、宮前区、麻生区の各一部